# Alice Weidelová
Alice Weidelová (Weidel, * 6. únor 1979 Gütersloh) je německá ekonomka, podnikatelka, politička a spolupředsedkyně strany Alternativa pro Německo.

## Životopis
Vystudovala národohospodářství a podnikovou ekonomiku na Univerzitě v Bayreuthu. Posléze pracovala mj. u americké společnosti Goldman Sachs a šest let strávila v Čínské lidové republice.
Členkou Alternativy pro Německo (AfD) se stala již v roce 2013. Neúspěšně kandidovala za tuto stranu v zemských volbách v Bádensku-Württembersku v roce 2016.[zdroj?]

### Volby do Spolkového sněmu
Spolu s Alexandrem Gaulandem se stala vůdkyní úspěšné stranické kandidátky pro volby do spolkového sněmu v roce 2017. Pár hodin po tomto stranickém volebním úspěchu dala najevo, že by měla její stranická kolegyně a zároveň předsedkyně strany Frauke Petryová stranu AfD opustit, poté co předem deklarovala, že nehodlá býti členkou poslanecké frakce. Lídryní AfD byla zvolena i pro předčasné volby do spolkového sněmu 2025, při kterých strana skončila druhá.

### Osobní život
Alice Weidelová je lesba a žije v registrovaném partnerství se svou partnerkou, Sarah Bossardovou, která je původem ze Srí Lanky a působí jako filmařka a filmová producentka. Žijí střídavě ve Švýcarsku a v Německu. Společně vychovávají dva adoptované syny (jejichž matkou je Bossardová), což je v určitém kontrastu s tím, že Alternativa pro Německo klade ve svém programu velký důraz na tradiční rodinu.  Sama Weidelová biologické děti nemá.
Při svém pobytu v Čínské lidové republice se naučila mandarínskou čínštinu.

## Kontroverze

### Hitler byl komunista
Ve vysílání X Spaces (live stream X) se Weidelová s Muskem shodla, že Hitler byl komunista a socialista. Fakta ovšem konstatují, že Hitler se proti komunistům vymezoval, po jmenování německým kancléřem Komunistickou stranu Německa (KPD) zakázal a v roce 1944 byl na Hitlerův osobní rozkaz popraven expředseda KPD Thälmann.